# X (альбом Def Leppard)
X — восьмой студийный альбом британской рок-группы Def Leppard.

## Список композиций
| №   | Название               | Автор(ы)                                                                           | Длительность |
| --- | ---------------------- | ---------------------------------------------------------------------------------- | ------------ |
| 1.  | «Now»                  | Марти Фредериксен, Фил Коллен, Джо Эллиотт, Вивиан Кэмпбелл, Рик Сэвидж, Рик Аллен | 3:58         |
| 2.  | «Unbelievable»         | Пер Алдехейм, Андреас Карлссон, Макс Мартин                                        | 3:58         |
| 3.  | «You're So Beautiful»  | Фредериксен, Коллен, Эллиотт, Кэмпбелл, Сэвидж, Аллен                              | 3:31         |
| 4.  | «Everyday»             | Фредериксен, Коллен, Эллиотт, Кэмпбелл, Сэвидж, Аллен                              | 3:08         |
| 5.  | «Long, Long Way to Go» | Уэйн Гектор, Стив Робсон                                                           | 4:38         |
| 6.  | «Four Letter Word»     | Коллен, Эллиотт, Кэмпбелл, Сэвидж, Аллен                                           | 3:07         |
| 7.  | «Torn to Shreds»       | Коллен, Сэвидж, Эллиотт, Кэмпбелл, Аллен                                           | 2:56         |
| 8.  | «Love Don't Lie»       | Эллиотт, Коллен, Кэмпбелл, Сэвидж, Аллен                                           | 4:46         |
| 9.  | «Gravity»              | Коллен, Эллиотт, Пит Вудрофф, Кэмпбелл, Сэвидж, Аллен                              | 2:33         |
| 10. | «Cry»                  | Коллен, Эллиотт, Кэмпбелл, Сэвидж, Аллен                                           | 3:17         |
| 11. | «Girl Like You»        | Campbell, Коллен, Эллиотт, Сэвидж, Аллен                                           | 2:49         |
| 12. | «Let Me Be the One»    | Эллиотт, Кэмпбелл, Коллен, Сэвидж, Аллен                                           | 3:29         |
| 13. | «Scar»                 | Коллен, Эллиотт, Кэмпбелл, Сэвидж, Вудрофф, Аллен                                  | 4:59         |

| №   | Название                                       | Автор(ы)                                          | Длительность |
| --- | ---------------------------------------------- | ------------------------------------------------- | ------------ |
| 14. | «Kiss the Day»                                 | Сэвидж, Коллен, Эллиотт, Кэмпбелл, Аллен          | 4:27         |
| 15. | «Long, Long Way to Go» (акустическая)          | Гектор, Робсон                                    | 4:43         |
| 16. | «10 X Bigger than Love»                        | Эллиотт, Коллен, Кэмпбелл, Сэвидж, Аллен          | 3:57         |
| 17. | «Gimme A Job»                                  | Эллиотт, Коллен, Кэмпбелл, Сэвидж, Аллен          | 3:17         |
| 18. | «Perfect Girl» (Демо, ранняя версия «Gravity») | Коллен, Эллиотт, Вудрофф, Кэмпбелл, Сэвидж, Аллен | 2:41         |

## Участники записи
- Джо Эллиотт — вокал
- Рик Сэвидж — бас-гитара, бэк-вокал
- Рик Аллен — ударные
- Вивиан Кэмпбелл — гитара, бэк-вокал
- Фил Коллен — гитара, бэк-вокал

### Дополнительные музыканты
- Стэн Шиллер — шреддинг в «Gravity»
- Эрик Картер — клавишные и лупы ударных в «Now», «You’re So Beautiful» и «Everyday»

## Позиции в чартах
| Чарт (2002)     | Наивысшая позиция |
| --------------- | ----------------- |
| Billboard 200   | 11                |
| UK Albums Chart | 14                |